# West Rushville
West Rushville – wieś w Stanach Zjednoczonych, w stanie Ohio, w hrabstwie Fairfield.